# L'astronauta impossibile
L'astronauta impossibile (titolo originale: The Impossible Astronaut) è il primo episodio della sesta stagione della nuova serie di Doctor Who. È stato trasmesso per la prima volta il 23 aprile 2011 su BBC One in Gran Bretagna, mentre la prima visione in lingua italiana è stata il 12 gennaio 2012 sul canale televisivo Rai 4. Si tratta del primo episodio di una storia in due parti, conclusasi con Il giorno della Luna.
Nell'episodio, Amy Pond, Rory e River Song si ritrovano nello Utah, negli Stati Uniti, insieme al Dottore, che viene ucciso da una misteriosa figura con indosso una tuta spaziale. Il Dottore ucciso si rivela essere un suo doppio più anziano, quando giunge sul posto una sua versione più giovane. Successivamente il gruppo si sposta a Washington dove deve confrontarsi con L'Ordine del Silenzio, una razza aliena in grado di far immediatamente dimenticare la propria esistenza a quanti li incontrino non appena distolgano lo sguardo da loro.
I Silenti furono creati per rivaleggiare con le altre razze aliene incontrate in passato nella serie in termini di "capacità di terrorizzare", inclusi gli Angeli piangenti. L'episodio fu girato in parte negli Stati Uniti, a Lone Rock, nello Utah. L'indice d'ascolto nel Regno Unito fu pari a 8.86 milioni di telespettatori, e le recensioni furono generalmente positive da parte della critica. L'astronauta impossibile ottenne un indice di gradimento dell'88%; considerato eccellente. L'episodio fu dedicato alla memoria dell'attrice Elisabeth Sladen, conosciuta per il ruolo di Sarah Jane Smith in Doctor Who, morta di cancro il 19 aprile 2011 (nelle successive uscite dell'espisodio in DVD e Blu-ray, la dedica venne omessa a causa di un errore tipografico circa l'anno di nascita della Sladen, indicato come 1948 quando invece avrebbe dovuto essere il 1946).

## Trama

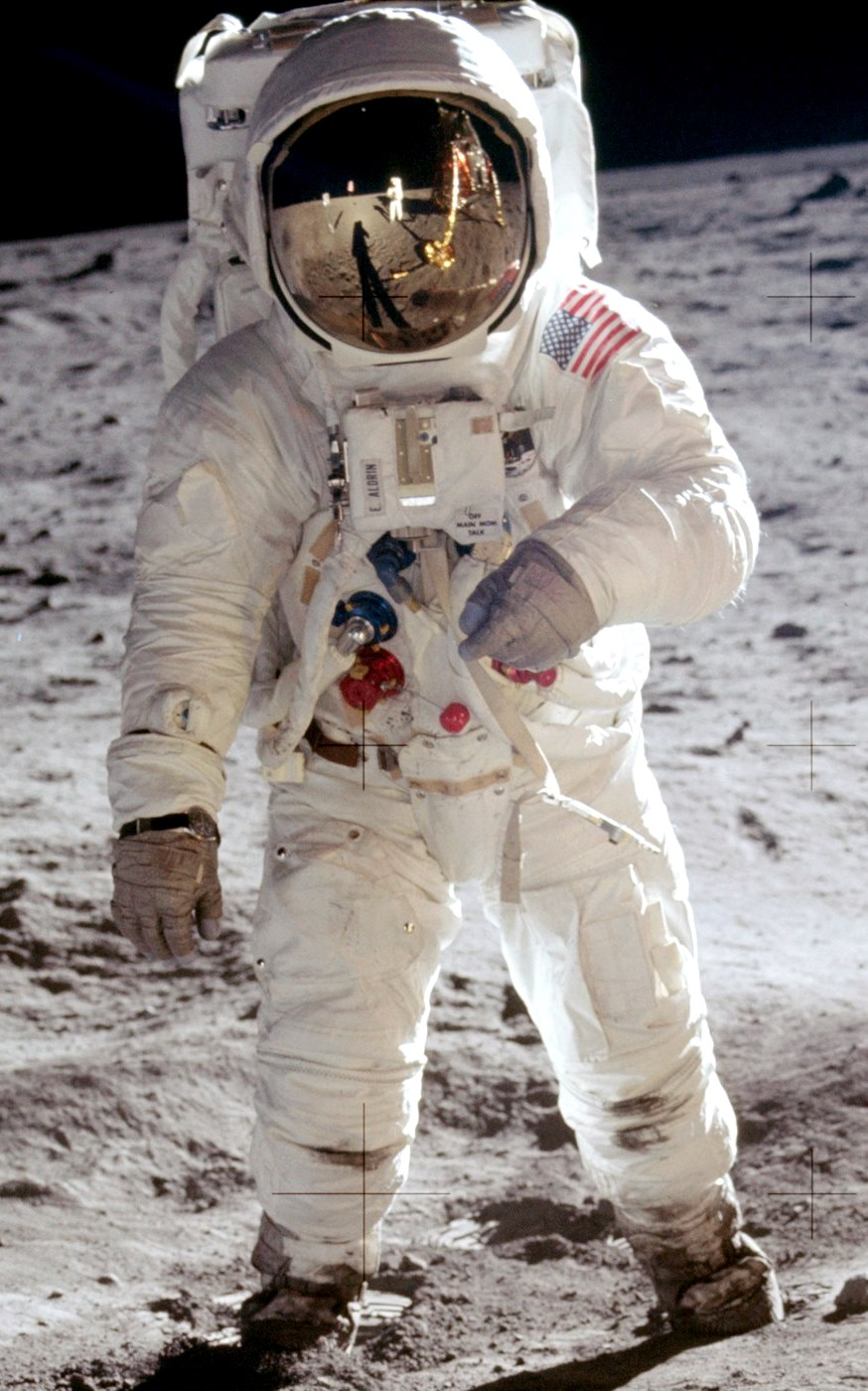
Buzz Aldrin durante la missione Apollo 11 del 1969. Una replica della sua tuta spaziale venne creata per l'episodio.

Due mesi dopo il loro ultimo incontro con il Dottore, Amy e Rory ricevono una busta di colore "blu TARDIS", numerata tre, contenente date, orari e riferimenti cartografici. Seguendo le indicazioni ritrovano River Song, che ha ricevuto la busta numero due, e il Dottore, più vecchio di 194 anni dall'ultima volta che ha incontrato Amy e Rory, nel bel mezzo del deserto dello Utah. Durante un picnic in riva al lago Silencio, Amy nota una figura che la osserva, salvo poi dimenticarsene. Improvvisamente un astronauta emerge dal lago e spara al Dottore davanti ai presenti, uccidendolo prima che potesse rigenerarsi. L'uomo sopraggiunto poco prima, presentatosi come Canton Everett Delaware III e destinatario della quarta busta, consegna ai tre una tanica di benzina, con cui bruciano il corpo del Dottore, per evitare che finisca in mani sbagliate. Dopo la partenza di Canton, vengono raggiunti dal possessore della prima busta, nientemeno che una versione solo leggermente più giovane del Dottore che hanno incontrato due mesi prima, all'oscuro di tutto. Mettendo completamente la sua vita nelle loro mani, il Dottore accetta di andare a cercare il destinatario della quarta busta, seguendo gli indizi che il futuro Dottore stesso aveva fornito loro.
La ricerca li porta nel 1969, nello studio ovale, dove il Presidente Nixon in persona incarica un ex-agente FBI (un giovane Canton) di risolvere il mistero di una bambina che riesce a telefonare ogni sera alla Casa Bianca, perché terrorizzata da un misterioso astronauta. Mentre il Dottore tenta di rintracciare la bambina, Amy viene colta da nausea e in bagno incontra la creatura aliena che aveva già visto al lago, che pare abbia l'abilità di essere dimenticata una volta che esce dal campo visivo dell'interlocutore. Capito ciò, Amy la fotografa con il suo cellulare, ma una volta tornata dal Dottore si dimentica dell'incontro. Il Dottore rintraccia la bambina e assieme ai suoi amici e Canton si reca in un magazzino abbandonato in Florida, stato sede della NASA. Là trovano una tuta da astronauta di epoca contemporanea, mentre River e Rory esplorano i condotti sottostanti al magazzino, estesi lungo tutta la superficie terrestre e molto antichi, ma che stranamente nessuno ha mai notato. Giunti a una sorta di sala di controllo, i due vengono aggrediti dagli alieni, cui appartengono i tunnel. Dopo essere accorso alle grida di aiuto della bambina, Canton viene stordito e Amy rivela al Dottore di essere incinta: i due vengono sorpresi dall'arrivo dell'astronauta, che Amy riconosce come quello del lago. La ragazza, immaginando così di riuscire a impedire la futura morte del Dottore, gli spara, accorgendosi troppo tardi che il suo occupante è nientemeno che la bambina.

## Produzione

### Sceneggiatura
L'episodio venne scritto da Steven Moffat, sceneggiatore che aveva preso le redini dello show nel 2010. Moffat voleva che la stagione 2011 del programma iniziasse con una storia in due parti in modo da dare alla serie un tono più adulto e maggiore respiro alla trama di fondo, volendo anche, creare una delle storie più "dark" della serie. L'astronauta impossibile / Il giorno della Luna fu la prima storia in due parti a dare il via a una stagione di Doctor Who sin dall'episodio Attack of the Cybermen del 1985 con protagonista il Sesto Dottore.

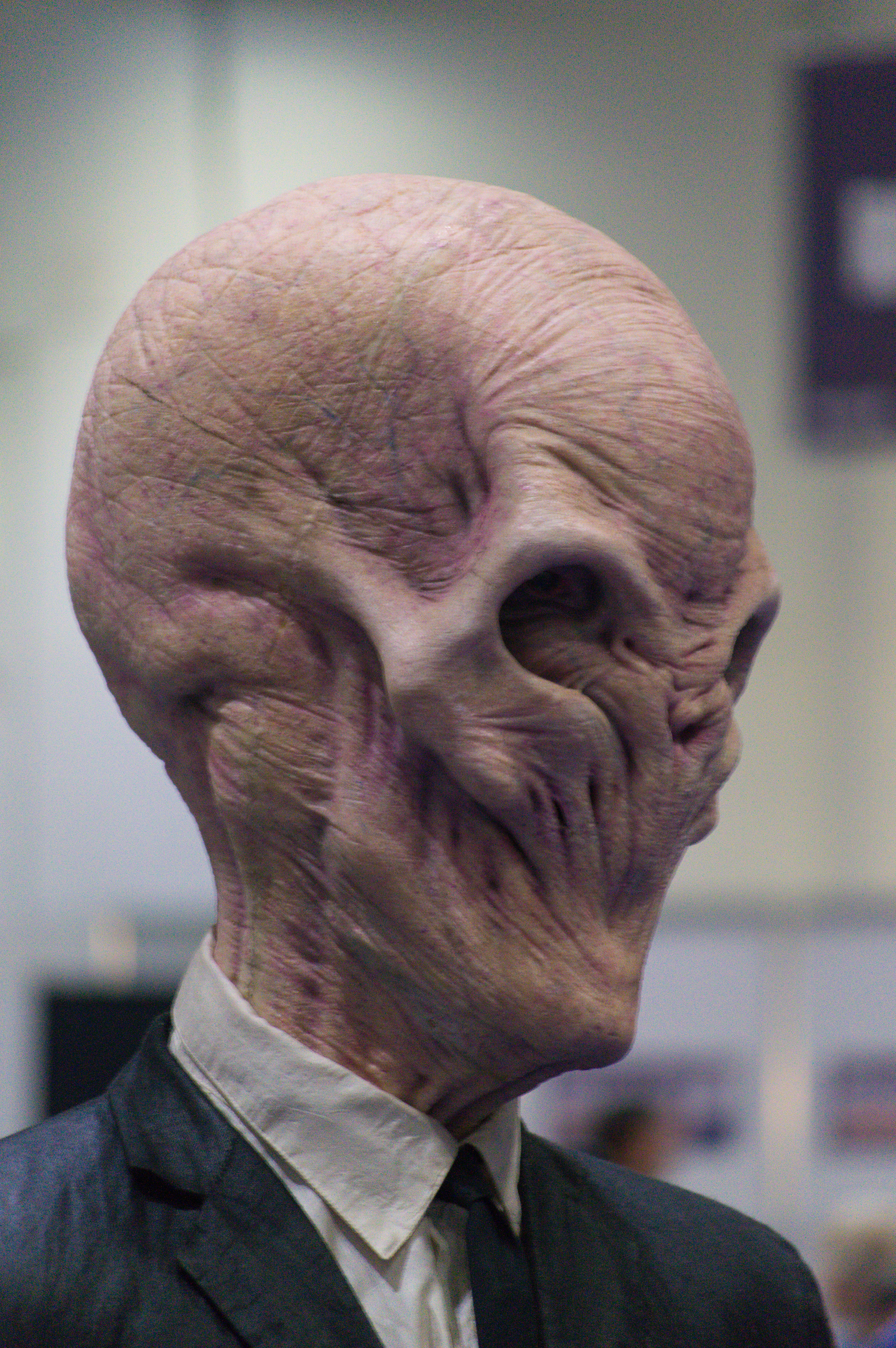
Per l'aspetto dei Silenti la produzione si ispirò parzialmente al celebre dipinto L'urlo di Edvard Munch.

Moffat aggiunse che secondo lui, pur essendo uno degli episodi più dark della serie, la storia mantiene comunque il medesimo livello di humour. L'inclusione della morte del Dottore fu accolta con sospetto da alcuni della produzione, ma venne inserita proprio con l'intento di scioccare lo spettatore. Nello scrivere la scena della morte del doppio anziano del Dottore, Moffat voleva far sapere al pubblico che i Signori del Tempo non sono invincibili, e possono effettivamente morire se vengono uccisi prima o durante la rigenerazione. Nel creare la razza dei Silenti, Moffat volle tentare di dar vita a dei mostri terrificanti più di ogni altro tra quelli incontrati nelle stagioni passate. Egli sentì che queste creature erano "un affare molto più grande". L'aspetto degli alieni venne parzialmente ispirato al celebre dipinto di Edvard Munch intitolato L'urlo.

### Casting
Nell'ottobre 2010, un comunicato stampa annunciò che Mark Sheppard, già apparso in altre serie tv di genere fantascientifico, incluse Battlestar Galactica, Firefly, Supernatural, e Warehouse 13, avrebbe preso parte al cast di una puntata di Doctor Who in qualità di ospite. Sheppard descrisse l'esperienza avuta nell'interpretare la parte di Canton Delaware III come "un lavoro da sogno" e disse anche quanto gli sarebbe piaciuto recitare in altri lavori scritti da Moffat, incluso Sherlock. Nonostante Sheppard fosse un attore inglese, questa fu la sua prima apparizione in uno show prodotto dalla televisione britannica. Per la scena dove viene mostrata la versione anziana di Canton Delaware, originariamente la produzione aveva pensato di far interpretare il ruolo allo stesso Sheppard truccato in modo da sembrare vecchio, ma Sheppard suggerì invece che suo padre, William Morgan Sheppard, interpretasse la parte, suggerimento che venne accolto con successo.
L'attore statunitense Stuart Milligan venne scritturato per la parte del Presidente Nixon, ruolo che egli disse trovava esaltante, avendo già interpretato altri presidenti in passato, come Dwight D. Eisenhower. Per apparire il più somigliante possibile a Nixon, Milligan si sottopose a svariate sedute di trucco.

### Riprese ed effetti speciali

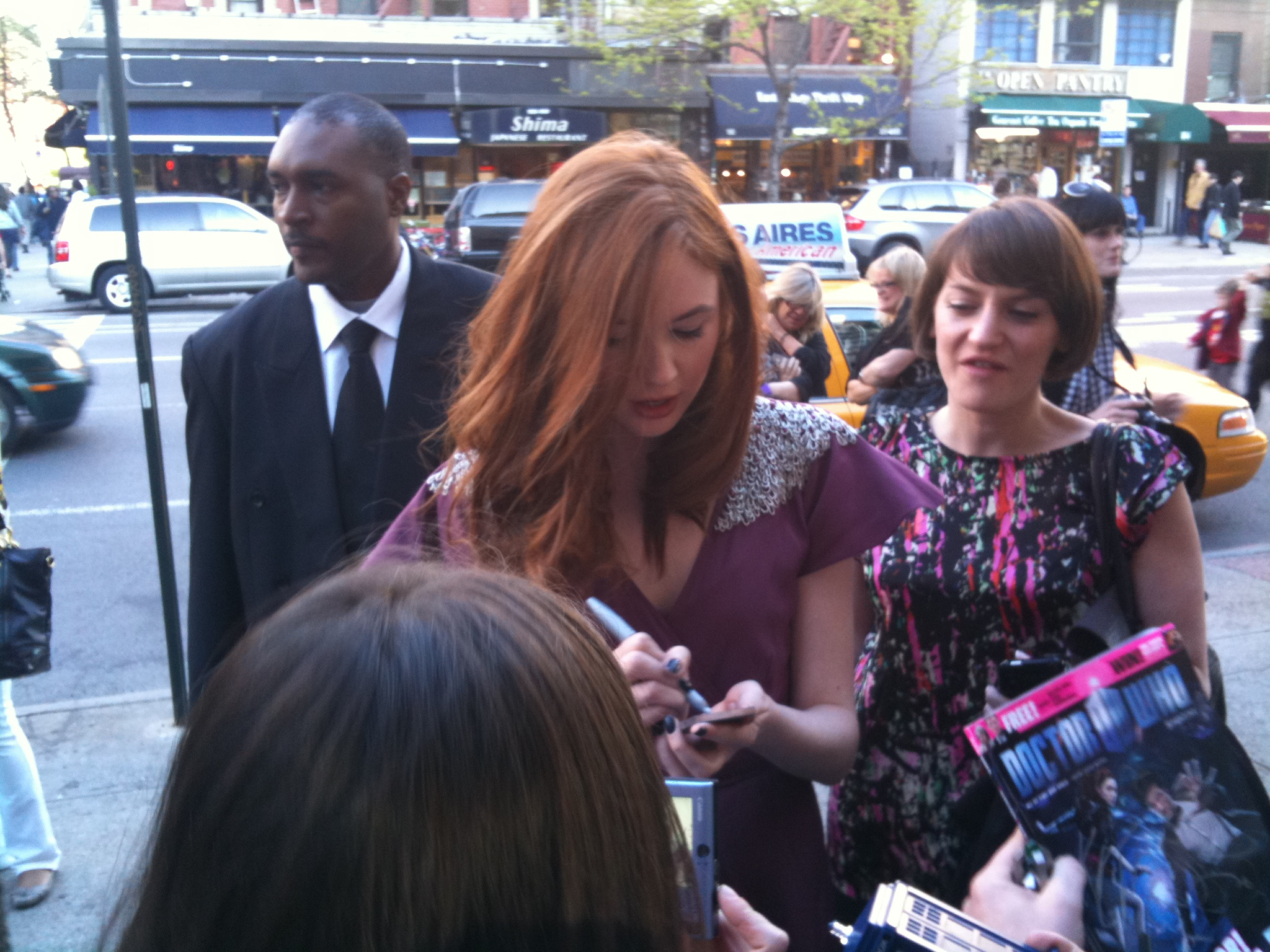
Karen Gillan (al centro) rimase realmente scossa emotivamente durante le riprese della scena della morte del Dottore.

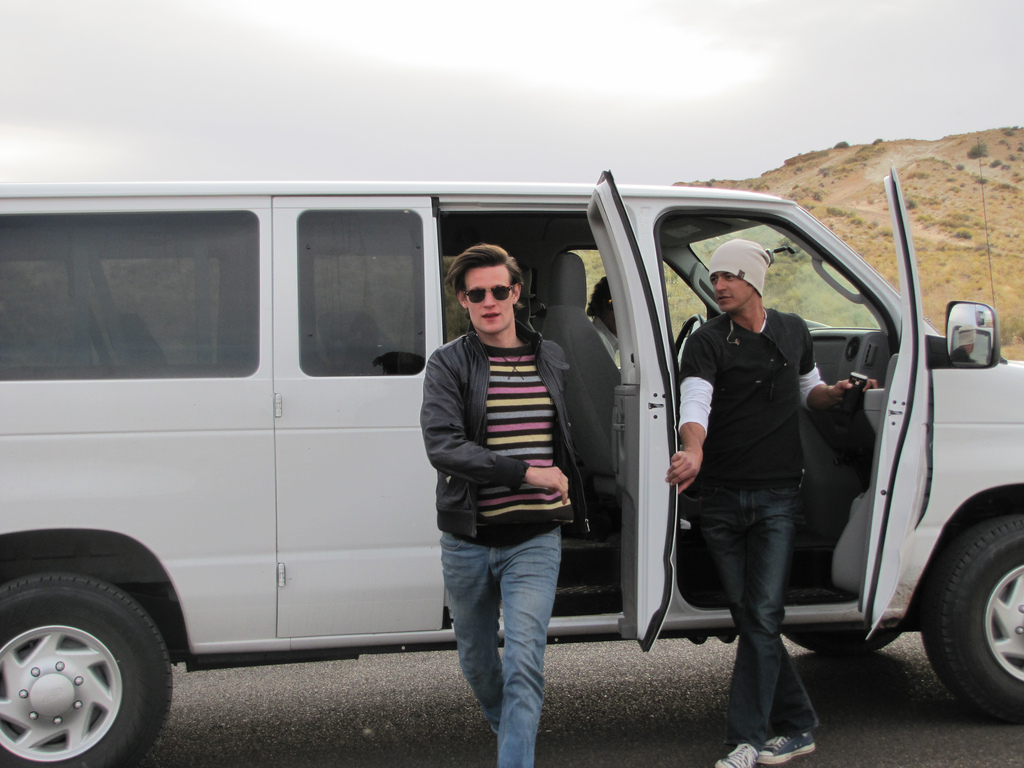
Matt Smith durante le riprese nello Utah.

Questa storia in due parti segnò la prima volta nella quale un episodio di Doctor Who venne girato principalmente negli Stati Uniti; il film tv del 1996, anche se prodotto da una società statunitense, era stato girato in Canada, mentre alcune scene ambientate a New York e alla Statua della Libertà erano state girate dalla troupe della seconda unità di regia per l'episodio Daleks in Manhattan, ma nessun membro del cast principale aveva partecipato alle riprese. Le riprese si svolsero nello stato dello Utah. Per la scena iniziale, il regista Toby Haynes volle uno scenario epico in modo che il pubblico si rendesse subito conto dell'ambientazione americana. Le scene sulla strada furono filmate sulla Route 163 (svariate miglia a Est rispetto alle coordinate indicate sugli inviti del Dottore). La troupe volle aggiungere quante più icone americane possibili nella scena, incluso un cappello Stetson da cowboy, una station wagon Edsel Villager degli anni cinquanta, e uno scuolabus giallo. Moffat, essendosi divertito a scrivere storie che vedevano la presenza di River Song, volle dare al suo personaggio un'entrata a effetto. River annuncia la sua presenza agli altri sparando un colpo di pistola che fa volare via il cappello da cowboy al Dottore. Le scene del picnic in riva al lago e della morte del Dottore del futuro furono girate nei pressi del Lago Powell. La tuta spaziale indossata dall'assassino del Dottore è una replica di quelle usate dall'equipaggio della missione Apollo. Nel girare la scena della morte la troupe si rese conto dell'intensa prova emotiva di Karen Gillan che sembrava davvero scossa da quanto stava succedendo nella storia. Per girare la scena del "funerale vichingo" del Dottore, Haynes avrebbe voluto filmare al tramonto. Tuttavia, il sole scese dietro al deserto e quindi si decise di girare all'alba, quando il sole sorse dal lago.
L'Ufficio Ovale del Presidente Nixon venne ricreato agli Upper Boat Studios nel Galles del Sud. Grazie all'accesso a molte fotografie dell'epoca, la produzione fu in grado di ricrearlo in ogni minimo dettaglio. Il pranzo nel bar in stile americano dove gli altri si ricongiungono con il Dottore venne girata nel locale Eddie's Diner a Cardiff Bay. Il film di Stanlio e Ollio I diavoli volanti, nel quale il Dottore s'intromette, fu realizzato facendo danzare Matt Smith davanti a un fondale verde e poi unendo le immagini in post-produzione.

## Critica

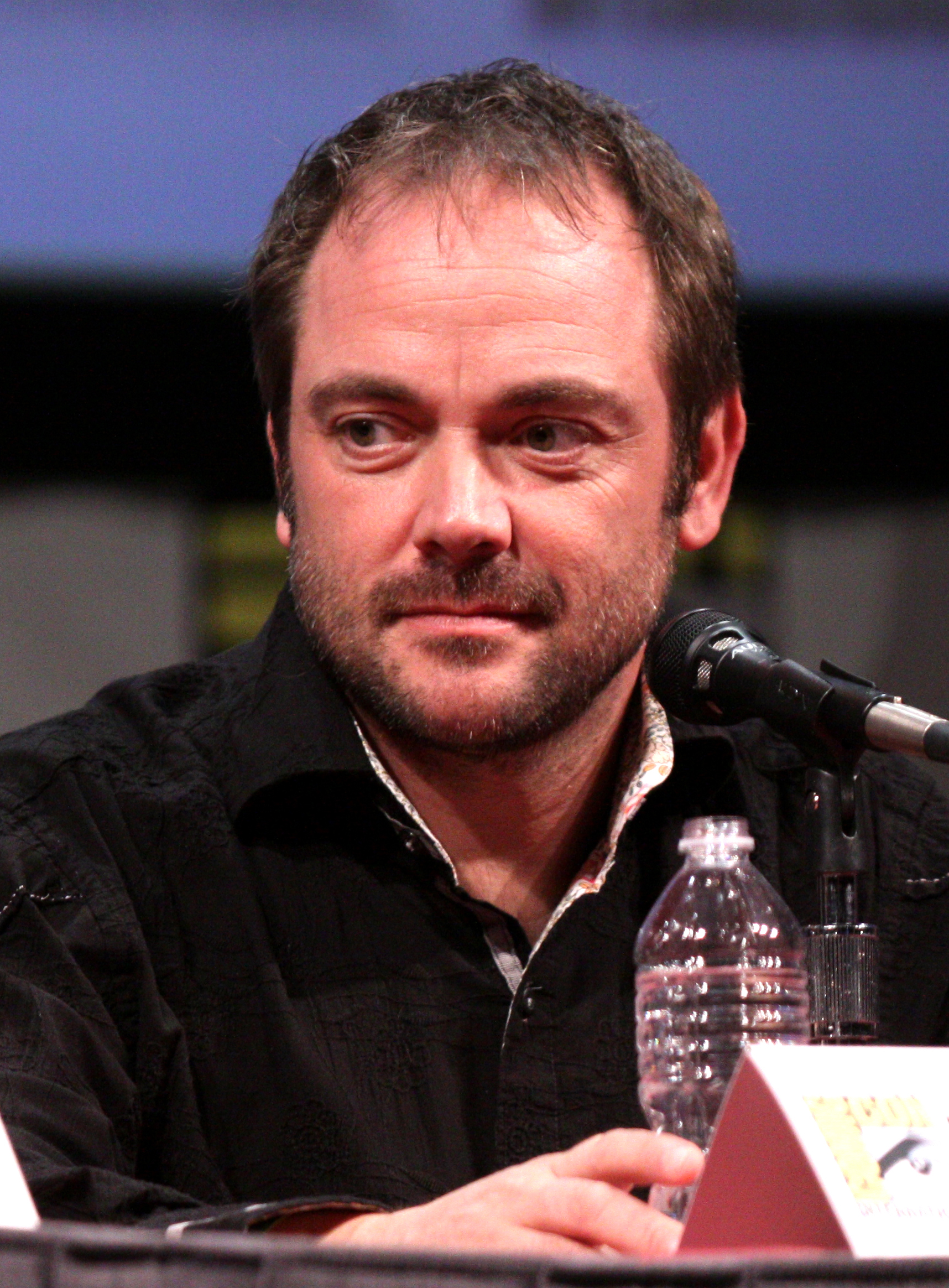
Mark Sheppard interpreta nella storia l'agente dell'FBI Canton Everett Delaware III.

L'episodio venne accolto da recensioni generalmente positive da parte dei critici televisivi. Dan Martin di The Guardian giudicò favorevolmente la puntata, affermando come tutto il cast recitasse meglio rispetto alla stagione precedente. Riguardo alla razza dei Silenti, Martin scrisse che si trattava di "un tipico trucchetto psicologico alla Moffat, ma uno dei suoi migliori".
Morgan Jeffery di Digital Spy definì l'episodio "un lancio fantastico per la sesta serie" aggiungendo come le riprese in America dimostrassero quanto si fosse alzato il budget a disposizione della produzione di Doctor Who rispetto agli inizi della nuova serie nel 2005, per non parlare dell'enorme balzo in avanti rispetto alle origini nel 1963. Commentando la morte del "Dottore del futuro", Jeffery scrisse: "sette minuti a bocca aperta, vedendo il Dottore; il protagonista assoluto della serie; freddato senza pietà da un colpo di pistola. Un colpo di scena sconcertante, e rimane difficile immaginare che anche uno spettatore occasionale non sia rimasto catturato davanti alla tv a questo punto". Jeffery assegnò all'episodio cinque stellette su cinque.
Gavin Fuller del Daily Telegraph giudicò L'astronauta impossibile una partenza strepitosa per la nuova stagione, con un finale pieno di suspense che lascia lo spettatore desideroso di seguire la conclusione della vicenda il prima possibile, lodando inoltre la trovata del "Silenzio". Rick Marshall di MTV disse che "Steven Moffat e gli altri di Doctor Who avevano sfornato un altro grande episodio della serie" ma aggiunse anche che la vicenda era un po' troppo intricata da seguire e che avrebbe potuto causare il "mal di testa" a qualcuno. Simon Brew di Den of Geek ritenne la puntata "un trionfale ritorno per Doctor Who". Brew lodò inoltre le performance di Sheppard nel ruolo dell'agente dell'FBI Canton Delaware e il maggior spazio dato al personaggio di Rory, e si complimentò per le scene girate negli Stati Uniti, affermando quanto fossero da considerarsi un progresso rispetto a L'evoluzione dei Daleks (Daleks in Manhattan), dove attori britannici cercavano di recitare con accento statunitense. Tom Phillips di Metro (versione inglese) disse che la ricreazione dell'America del 1969 era "stupenda", e gradì la presenza "terrificante" dei Silenti. Tuttavia, Phillips ammise che l'episodio poteva essere un po' difficile da capirsi per un neofita di Doctor Who. La recensione di Kevin O'Sullivan del Sunday Mirror fu maggiormente negativa nei confronti dell'episodio, affermando quanto esso fosse "impossibile da capirsi" ed esclusivamente per "nerd appassionati di fantascienza", concludendo poi dichiarando come ritenesse Matt Smith "un Dottore derivativo incapace di apportare nulla di nuovo alla serie".

## Curiosità
- La sequenza con il Dottore che s'inserisce nel film I diavoli volanti è una citazione della cerimonia degli Oscar 1992. In quell'occasione, il presentatore della serata Billy Crystal, venne aggiunto digitalmente al filmato in modo che potesse danzare sullo schermo insieme a Laurel & Hardy. In questa versione, il Dottore inizia a ballare con i due alla fine della scena, stando nella stessa posizione occupata da Crystal all'epoca.
- Le parole pronunciate dal Dottore: «Spazio: 1969» sono un riferimento alla serie televisiva di fantascienza Spazio: 1999, ambientata sulla Luna.
- Prima di essere uccisa dall'alieno, Joy chiede se il Silente indossi una maschera di Star Trek. La serie classica di Star Trek venne cancellata dalla programmazione tv proprio nello stesso anno di ambientazione di questo episodio di Doctor Who, con l'ultima puntata andata in onda negli Stati Uniti il 3 giugno 1969.
- In una scena il Dottore chiama River Song "Mrs. Robinson", citazione dell'omonimo personaggio del film Il laureato. La signora Robinson ha una relazione con un uomo più giovane, quindi il soprannome è un modo ironico del Dottore per stuzzicare Song circa la loro relazione e sul fatto che fisicamente lei appaia più vecchia di lui. Successivamente, il Dottore non coglie il parimenti scherzoso riferimento di River Song quando ella lo chiama a sua volta "Benjamin" (il nome del personaggio amante di Mrs. Robinson nel film) nell'episodio Uccidiamo Hitler.